# بادبادک پروانه‌دار

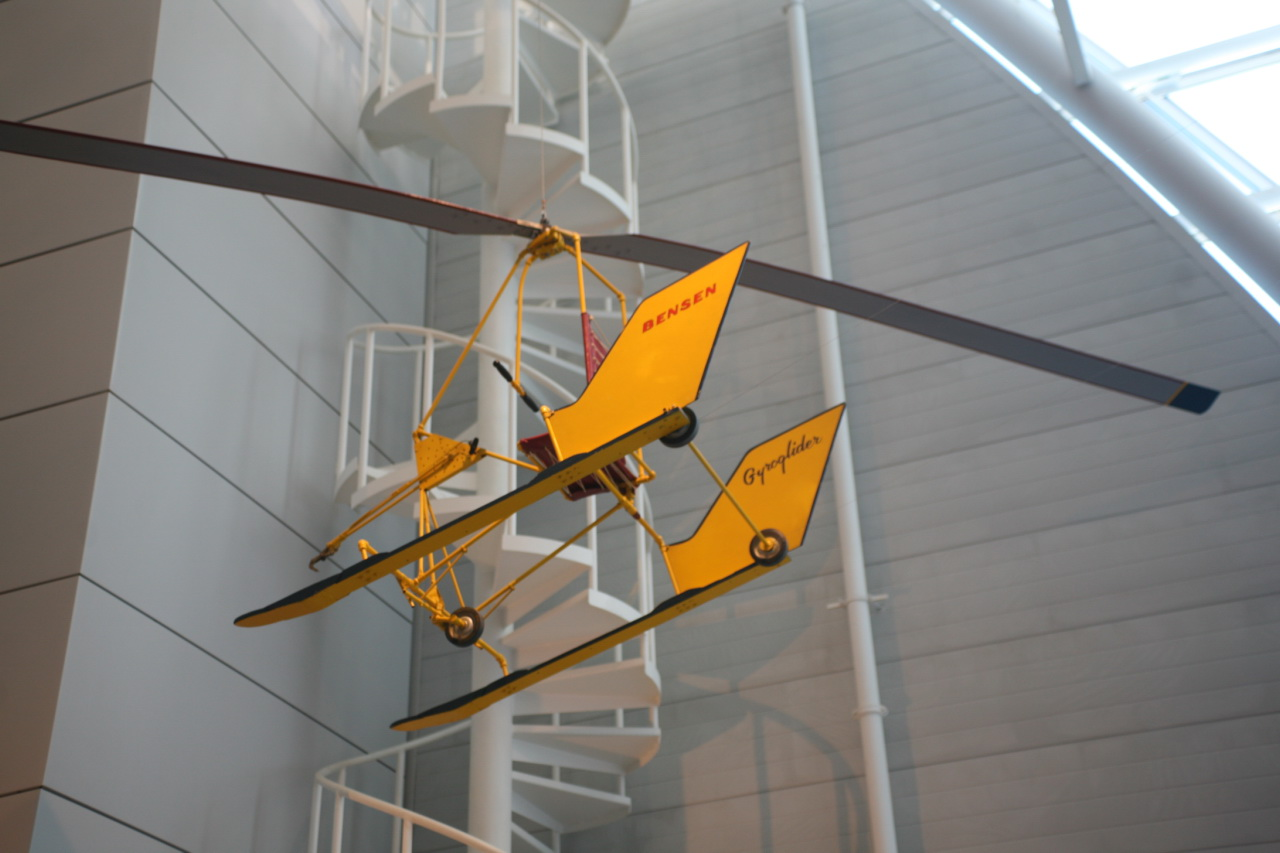
بادبادک پروانه‌دار بنسن بی-۶.

بادبادک پروانه‌دار (به انگلیسی: Rotor kite) یکی از گونه‌های بادبادک است که دارای هیچگونه موتور یا پیشران نیست و تنها با کشیده شدن بوسیلهٔ یک وسیلهٔ نقلیهٔ دیگر همانند قایق یا خودرو یا در هنگام وزش بادهای شدید کار می‌کند. گرچه شیوهٔ ایجاد نیروی برآر در این بادبادک همانند بالگرد، هواچرخ و بالگرد آمیخته است و نیروی برآر به‌وسیلهٔ پروانهٔ گردان ایجاد می‌شود؛ ولی تفاوتش با سه مورد قبل این است که آنها از حداقل یک موتور پیشران بهره می‌برند تا پروانه آنها به گردش درآید؛ ولی «بادبادک پروانه‌دار» همان‌طور که از نامش پیداست یک «بادبادک» (کایت) است و هیچ موتوری ندارد و تنها با باد کار می‌کند.

## پیشینه
پژوهش‌ها دربارهٔ ساخت بادبادک‌های پروانه‌دار در دورهٔ جنگ جهانی دوم آغاز شد و نخستین محصول در این رده با نام فوکه آکلیس اف‌ای-۳۳۰ توسط آلمان نازی طراحی و ساخته شد که بوسیلهٔ یو-بوت حمل می‌شد و درحالی که با کابل به زیردریایی متصل بود، به آسمان می‌رفت. این وسیله در آلمان بعنوان ابزار نظارتی برای زیردریایی‌ها به کار می‌رفت. همچنین دکتر ایگور بنسن در دهه ۱۹۵۰ میلادی پژوهش‌های گسترده‌ای در این زمینه انجام داد و کار را از چند پیش‌نمونه آغاز کرد و درنهایت همهٔ پروژه‌های بادبادک پرنده را متوقف نمود و پژوهش‌های او به تولید هواچرخ بنسن بی۸ انجامید که دارای موتور بوده و در دستهٔ بادبادک جای نمی‌گیرد. مشهورترین و تنها بادبادک پروانه‌دار جهان که تولید انبوه شد فوکه آکلیس اف‌ای-۳۳۰ نام داشت و نخستین کاربرد یک بادبادک پروانه‌دار در نیروی دریایی یک کشور بود و در سال ۱۹۴۲ در نیروی دریایی آلمان نازی خدمت کرد.